# Naissance en 1233
Naissance
- 1229
- 1230
- 1231
- 1232
- 1233
- 1234
- 1235
- 1236
- 1237

Cette page dresse une liste de personnalités nées au cours de l'année 1233 :
- Al-Nawawi, ou Al-Imam Muîn ad-Dîn Abu Zakariya Yahya ibn Sharaf ibn Marri ibn Hasan ibn Husayn ibn Hizam ibn Muhammad ibn Jumuah An-Nawawi, grand commentateur du hadith, il est en outre un des piliers de l’école juridique chaféiste.
- Philippe Benizi, médecin, religieux italien et ministre général de l'Ordre des Servites de Marie.
- João Lobeira, troubadour portugais de la cour d'Alphonse III.
- Ibn Manzûr, ou Abul-Fadl Jamal ad-Din Muhammad Ibn Manzur al-Ansari al-Khazraji al-Ifriqi, encyclopédiste arabe.

date incertaine (vers 1233)
- Adélaïde de Bourgogne, duchesse de Brabant.